# Chota (província)
Chota é uma província do Peru localizada na região de Cajamarca. Sua capital é a cidade de Chota.

## Distritos da província
- Anguía
- Chadín
- Chalamarca
- Chiguirip
- Chimban
- Choropampa
- Chota
- Cochabamba
- Conchán
- Huambos
- Lajas
- Llama
- Miracosta
- Paccha
- Pión
- Querocoto
- San Juan de Licupis
- Tacabamba
- Tocmoche